# آلاس اروگوئه
آلاس اروگوئه (به انگلیسی: Alas Uruguay) یک شرکت هواپیمایی است که در ۲۰۱۳ میلادی تأسیس شده و در ۲۰۱۵ فعالیتش را آغاز کرده‌است. دفتر مرکزی آلاس اروگوئه در مونته‌ویدئو، اروگوئه واقع شده‌است و قطب این شرکت هواپیمایی در فرودگاه بین‌المللی میامی قرار دارد و به کایس، موپتی، تیمبوکتو، گائو، نیامی، کوناکری و آکرا، پرواز انجام می‌دهد.
آلاس اوروگوئه (به اسپانیایی Wings Uruguay) یک شرکت هواپیمایی از اروگوئه بود. این شرکت توسط کارمندان سابق شرکت منحل شده پرچم اروگوئه، PLUNA، تأسیس شد که در سال 2012 بسته شد. PLUNA بیشتر عمر خود یک شرکت دولتی بود و در سال‌های بعد یک شرکت مختلط بود، اما آلاس اوروگوئه به عنوان یک شرکت راه اندازی شد. شرکت خصوصی تحت مالکیت و مدیریت کارگران خود. پایگاه های آن فرودگاه بین المللی کاراسکو در مونته ویدئو و فرودگاه بین المللی Capitán de Corbeta Carlos A. Curbelo (به فارسی: کارلوس.کوربِلو کاپیتان کُربِتا) در Punta del Este (به فارسی: اِست پونتا دل) بود. این شرکت ابتدا نام Alas-U (به فارسی: آلاس_یو) را برگزید، اما در اکتبر 2013 به Alas Uruguay (به فارسی: آلاس اوروگوئه) تغییر نام داد. این هواپیما در ژانویه 2016 فعالیت خود را آغاز کرد، اما با غرق شدن در بدهی، در اکتبر همان سال پرواز را متوقف کرد و در نهایت ورشکستگی اعلام شد.

## تاریخ
آلاس اوروگوئه در سال 2013 به ابتکار گروهی از کارمندان سابق PLUNA تأسیس شد، اما چندین مشکل منجر به شروع فعالیت آن تنها سه سال بعد شد. ناوگانی متشکل از سه هواپیمای بوئینگ 737-300 اجاره ای داشت. اولین هواپیما در ژانویه 2015 به این شرکت تحویل داده شد. او قبلاً برای خطوط هوایی اوکراین بین المللی (UIA) فعالیت می کرد. بعداً در سال 2015، یک هواپیمای دوم، که قبلاً از UIA بود، و هواپیمای سوم، که قبلاً از خطوط هوایی جنوب غربی بود، تحویل داده شد. همه هواپیماهای تحویل داده شده، دارای بالهای ترکیبی بودند.
پس از چند بار تعویق، آلاس اروگوئه عملیات خود را در 21 ژانویه 2016، با پرواز از مونته ویدئو به آسونسیون، پاراگوئه، و سپس بوئنوس آیرس، آرژانتین شش روز بعد در 27 ژانویه آغاز کرد.مسیر Asunción در 12 اکتبر 2016 متوقف شد، زیرا سودآور نبود.برنامه های پرواز به برزیل و شیلی هرگز محقق نشد.
این شرکت هواپیمایی تنها به مدت نه ماه فعالیت کرد و با مشکلات مالی دست و پنجه نرم کرد و در 24 اکتبر 2016 فعالیت خود را به حالت تعلیق درآورد. در آن روز، آخرین هواپیمای باقیمانده آن توسط اجاره دهنده بازپس گرفته شد و آلاس اوروگوئه درخواستی را برای تعلیق 60 روزه فعالیت‌های خود به مقامات اروگوئه ارائه کرد،  اما عملیات هرگز از سر گرفته نشد و شرکت هواپیمایی گواهینامه اپراتور هوایی خود (AOC) را از دست داد. در پایان آن دوره،این شرکت به شدت بدهکار بود و 15 میلیون دلار به دولت اروگوئه برای وام اعطا شده برای شروع فعالیتش و 4.9 میلیون دلار دیگر به تامین کنندگان بدهکار بود. مذاکرات با شرکت هواپیمایی لاتین امریکن وینگز شیلی برای تصاحب این شرکت شکست خورد و آلاس اوروگوئه ورشکسته اعلام شد، اما از سال 2017، خطوط هوایی برزیلی آزول در حال مذاکره با دولت اروگوئه برای ایجاد یک شرکت تابعه در این کشور بود و برخی از شرکت های آلاس اوروگوئه را در اختیار گرفت.